# West Harwich
West Harwich ist ein Ort innerhalb des CDP Northwest Harwich in der Kleinstadt Harwich im Bundesstaat Massachusetts in den Vereinigten Staaten.

## Geografie
Durch West Harwich verläuft die Massachusetts Route 28.